# On Fire (The Roop-dal)
Az On Fire (magyarul: Ég) a The Roop litván együttes dala, mellyel Litvániát képviselték volna a 2020-as Eurovíziós Dalfesztiválon, Rotterdamban. A dal a február 15-én megrendezett litván nemzeti döntőben, a Pabandom iš naujo-ban nyerte el az indulás jogát.

## Eurovíziós Dalfesztivál
A dalt a február 15-i litván Eurovíziós nemzeti döntőben fellépési sorrendben a hatodikként adták elő, ahol végül 24 ponttal nyert, így a The Roop képviselhette volna Litvániát a rotterdami 2020-as Eurovíziós Dalfesztiválon. A dalt az előzetes sorsolás alapján először a május 12-i első elődöntő első felében adták volna elő, azonban március 18-án az Európai Műsorsugárzók Uniója bejelentette, hogy 2020-ban nem tudják megrendezni a versenyt a COVID–19-koronavírus-világjárvány miatt.

## Slágerlisták
| Slágerlista (2020) | Legjobb helyezés |
| ------------------ | ---------------- |
| Litvánia (AGATA)   | 1.               |